# Pigiama party

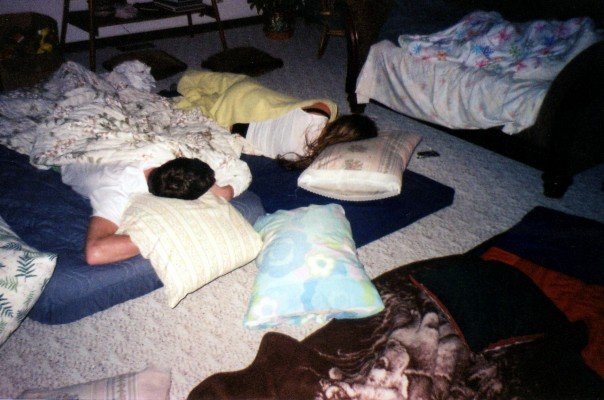
Bambini mentre dormono durante un pigiama party

Un pigiama party è un evento di aggregazione sociale durante il quale un gruppo di persone, solitamente bambini o adolescenti, pernotta nella casa di un amico. Il pigiama party viene visto come un rito di passaggio dalla preadolescenza all'adolescenza, una prima esperienza di condivisione di spazi e attività senza la vicinanza dei genitori, spesso legate a giochi di società e al consumo di cibi e bevande.

## Storia
Il termine nasce dal film Pigiama party (Pajama Party), commedia musicale statunitense del 1964. Grazie alla famosa serie di libri per bambini St. Clare's, i pigiama party divennero un'usanza in Germania negli anni sessanta e settanta. La pratica si diffuse negli Stati Uniti durante gli anni settanta e in Italia durante il decennio seguente. Stando a quanto emerso da una serie di resoconti risalenti agli anni novanta e i primi anni duemila, molti genitori approvano i pigiama party. Alcuni autori li criticano mentre altri sostengono che siano un'occasione di incontro tra adolescenti più sicura rispetto all'uscire fuori casa.